# Příbram (meteorit)

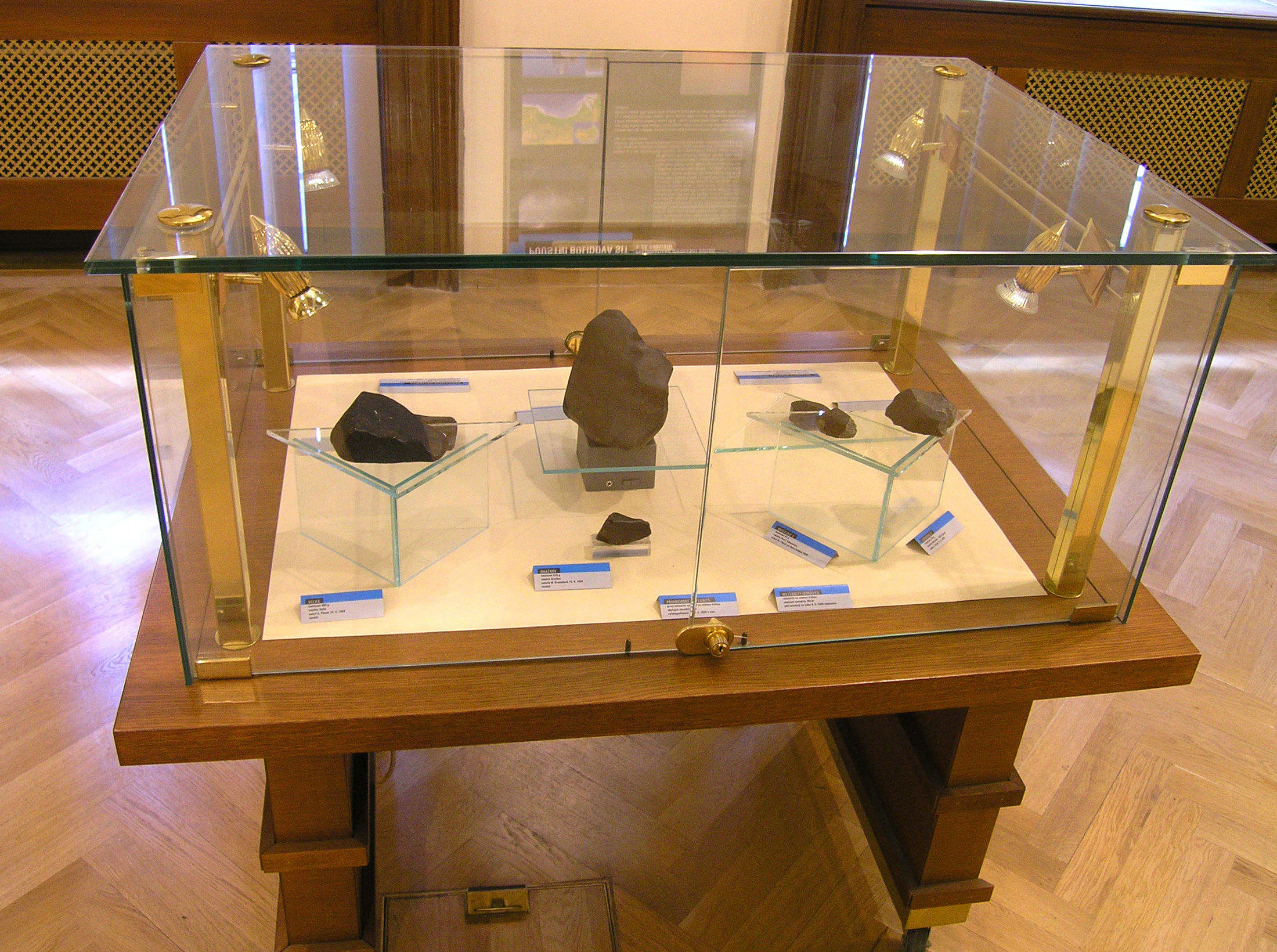
Meteorit Příbram (uprostřed) na výstavě 50 let Příbramských meteoritů pořádané v Praze v rámci Mezinárodního roku astronomie 2009.

Meteorit Příbram byl první meteorit na světě, který byl nalezen na základě snímků zaznamenávajících jeho dráhu v atmosféře. Byl zachycen na fotografiích bolidových kamer v Astronomickém ústavu v Ondřejově. Hlavní zásluhu na vývoji těchto kamer a výpočtu dráhy bolidu má Zdeněk Ceplecha.
Objev úlomků výrazně posílil prestiž českého výzkumu meteorů ve světě a stal se impulzem k dalšímu rozvoji meteorické astronomie v Československu a později v Česku.

## Pozorování
Dne 7. dubna 1959 proletěl  v 20:30.20 místního času (19:30.20 UTC) nad územím tehdejšího Československa velmi jasný bolid. Jeho let byl zaznamenán bolidovými kamerami na Ondřejově a v Prčici. Tyto bolidové kamery vyvíjel v Astronomickém ústavu v Ondřejově od roku 1951 Zdeněk Ceplecha pod vedením Vladimíra Gutha (1905–1980). Původně měly sloužit spíše ke studiu vlastností atmosféry ve velkých výškách.
Zdeněk Ceplecha však dříve jako výborný matematik navrhl metodu, jak ze světelné dráhy na snímku vypočítat jak dráhu meteoru v atmosféře, tak i dráhu původního tělesa – meteoroidu – ve sluneční soustavě. Proto se po vyhodnocení snímků podařilo již po týdnu vypočítat hlavní parametry dráhy a odhadnout oblast dopadu (řešení integrálních rovnic se přitom tehdy provádělo pouze na mechanických kalkulačkách s ručním nebo elektrickým pohonem).

## Popis

### Bolid
Díky přesnému pozorování a výpočtu jeho dráhy bylo možné odhadnout hmotnost při jeho vstupu do zemské atmosféry na 1300 kg, konečnou hmotnost před rozštěpením na 53 kg, počáteční rychlost na 21 km/s a výšku před rozpadem na 12 km.

### Meteority
Na základě předpovězeného místa dopadu východně od Příbrami byly z původního tělesa nalezeny celkem 4 kusy nazvané podle vesnic poblíž nálezu: 
- Luhy  – 4,48 kg
- Velká – 0,8 kg
- Hojšín – 0,42 kg
- Drážkov – 0,1 kg.

Tyto meteority jsou nyní vystaveny v Národním muzeu v Praze.
Na základě jejich složení bylo určeno, že šlo o chondrit typu H5, tedy se zvýšeným obsahem železa a menšími chondrulemi (typickými kulovitými granulemi složenými především z olivínu a pyroxenu).

## Význam
Šlo o první případ na světě, kdy se podařilo z meteorických snímků vypočítat dráhu meteoru v atmosféře. Podařilo se také poprvé na světě prokázat původ meteoritu v hlavním pásu planetek.
Toto prvenství přispělo k prestiži českého výzkumu meteorů (v roce 1967 byl Zdeněk Ceplecha zvolen předsedou komise pro meteory Mezinárodní astronomické unie) a k tomu, že v meteorické astronomii je česká věda na špičce světového výzkumu.